# Реджі Міллер
Реджинальд Вейн «Реджі» Міллер (англ. Reginald "Reggie" Wayne Miller, нар. 24 серпня 1965, Ріверсайд, Каліфорнія, США) — американський професіональний баскетболіст, що грав на позиції атакувального захисника за команду НБА «Індіана Пейсерз», яка навіки закріпила за ним ігровий №31. Олімпійський чемпіон 1996 року у складі національної збірної США. Закінчуючи кар'єру гравця, був лідером в історії НБА за кількістю влучань триочкових кидків. Згодом Рей Аллен змістив його на другу сходинку. По завершенні ігрової кар'єри став коментатором матчів НБА на телеканалі TNT.
7 вересня 2012 року введений до Баскетбольної Зали слави.

## Ігрова кар'єра
Починав грати в баскетбол у команді Ріверсайдської політехнічної старшої школи (Ріверсайд, Каліфорнія). На університетському рівні грав за команду УКЛА (1983–1987). Став другим за результативністю в історії закладу, уступаючи лише Каріму Абдул-Джаббару.
1987 року був обраний у першому раунді драфту НБА під загальним 11-м номером командою «Індіана Пейсерз», кольори якої захищав протягом усієї історії виступів у НБА, яка налічувала 18 сезонів. У своєму дебютному сезоні майже всі матчі провів, виходячи на заміну та будучи резервістом Джона Лонга. Проте вже в другому сезоні в лізі забронював за собою місце у стартовому складі команди. 28 листопада 1992 року провів свій найрезультативніший матч у кар'єрі, набравши 57 очок проти «Шарлотт Горнетс». До сих пір це залишається найкращим результатом в історії франшизи.
1994 року вивів команду до фіналу Східної конференції, де «Індіана» програла «Нью-Йорк Нікс» у серії з семи матчів. П'ята гра серії, яка проходила на Медісон-сквер-гарден, окрім перемоги «Індіани» також запам'яталась словесною перепалкою між Міллером та режисером і фанатом «Нікс» Спайком Лі, який сидів у перших рядах.
1995 року разом з «Індіаною» знову вилетів з плей-оф, цього разу на стадії другого раунду Східної конференції. 1996 року дійшов з командою до першого раунду плей-оф, де сильнішими виявилися «Атланта Гокс». Після непопадання до плей-оф 1997 року, «Індіана» повернулась туди наступного року. У першому раунді обіграла «Клівленд Кавальєрс», а в другому — «Нью-Йорк Нікс». У фіналі Східної конференції зустрілась з «Чикаго» на чолі з Майклом Джорданом, зуміла нав'язати боротьбу, але програла у важкій серії з семи ігор.
Після закінчення кар'єри Джордана Індіана вважалась фаворитом Сходу. Будучи другою сіяною, легко дійшла до фіналу конференції, де зустрілась з «Нью-Йорк Нікс», які були восьмими сіяними. Серія склалась невдало для «Пейсерз», які програли фінал, а у вирішальній грі Міллер провів один з найгірших матчів у кар'єрі, набравши лише 8 очок та влучивши лише 3 рази з 18 спроб.
2000 року «Індіана» знову пробилася до фіналу Східної конференції, вп'яте за сім років, та зустрілась там з принциповими суперниками «Нью-Йорк Нікс», яких і перемогла. Таким чином Індіана вперше і востаннє у своїй історії дійшла до фіналу НБА, де програла «Лос-Анджелес Лейкерс» на чолі з Шакілом О'Нілом та Кобі Браянтом. 
З сезону 2002-2003 його ігрова форма почала падати, а статистика погіршуватись. Однак він залишався лідером команди, насамперед у роздягальні. Свій останній матч у НБА зіграв 19 травня 2005 року в другому раунді плей-оф проти «Детройт Пістонс» на домашній арені Індіани. Коли вже було зрозуміло, що серію Індіана програє, за 15,7 секунд до кінця матчу, головний тренер замінив Міллера, тим самим давши можливість глядачам оваціями провести гравця. Після цього, головний тренер «Детройта» Ларрі Браун взяв додатковий тайм-аут, під час якого всі гравці «Пістонс» приєднались до овації.

## Кар'єра у збірній
У складі збірної США ставав чемпіоном світу 1994 року та олімпійським чемпіоном Атланти 1996 року.

## Статистика виступів в НБА
| * Лідер ліги |

### Регулярний сезон
| Сезон              | Команда            | GP   | GS   | MPG  | FG%  | 3P%  | FT%   | RPG | APG | SPG | BPG | PPG  |
| ------------------ | ------------------ | ---- | ---- | ---- | ---- | ---- | ----- | --- | --- | --- | --- | ---- |
| 1987–1988          | «Індіана Пейсерз»  | 82   | 1    | 22.4 | .488 | .355 | .801  | 2.3 | 1.6 | .6  | .2  | 10.0 |
| 1988–1989          | «Індіана Пейсерз»  | 74   | 70   | 34.3 | .479 | .402 | .844  | 3.9 | 3.1 | 1.3 | .4  | 16.0 |
| 1989–1990          | «Індіана Пейсерз»  | 82   | 82   | 38.9 | .514 | .414 | .868  | 3.6 | 3.8 | 1.3 | .2  | 24.6 |
| 1990–1991          | «Індіана Пейсерз»  | 82   | 82   | 36.2 | .512 | .348 | .918* | 3.4 | 4.0 | 1.3 | .2  | 22.6 |
| 1991–1992          | «Індіана Пейсерз»  | 82   | 82   | 38.0 | .501 | .378 | .858  | 3.9 | 3.8 | 1.3 | .3  | 20.7 |
| 1992–1993          | «Індіана Пейсерз»  | 82   | 82   | 36.0 | .479 | .399 | .880  | 3.1 | 3.2 | 1.5 | .3  | 21.2 |
| 1993–1994          | «Індіана Пейсерз»  | 79   | 79   | 33.4 | .503 | .421 | .908  | 2.7 | 3.1 | 1.5 | .3  | 19.9 |
| 1994–1995          | «Індіана Пейсерз»  | 81   | 81   | 32.9 | .462 | .415 | .897  | 2.6 | 3.0 | 1.2 | .2  | 19.6 |
| 1995–1996          | «Індіана Пейсерз»  | 76   | 76   | 34.5 | .473 | .410 | .863  | 2.8 | 3.3 | 1.0 | .2  | 21.1 |
| 1996–1997          | «Індіана Пейсерз»  | 81   | 81   | 36.6 | .444 | .427 | .880  | 3.5 | 3.4 | .9  | .3  | 21.6 |
| 1997–1998          | «Індіана Пейсерз»  | 81   | 81   | 34.5 | .477 | .429 | .868  | 2.9 | 2.1 | 1.0 | .1  | 19.5 |
| 1998–1999          | «Індіана Пейсерз»  | 50   | 50   | 35.7 | .438 | .385 | .915* | 2.7 | 2.2 | .7  | .2  | 18.4 |
| 1999–2000          | «Індіана Пейсерз»  | 81   | 81   | 36.9 | .448 | .408 | .919  | 3.0 | 2.3 | 1.0 | .3  | 18.1 |
| 2000–2001          | «Індіана Пейсерз»  | 81   | 81   | 39.3 | .440 | .366 | .928* | 3.5 | 3.2 | 1.0 | .2  | 18.9 |
| 2001–2002          | «Індіана Пейсерз»  | 79   | 79   | 36.6 | .453 | .406 | .911* | 2.8 | 3.2 | 1.1 | .1  | 16.5 |
| 2002–2003          | «Індіана Пейсерз»  | 70   | 70   | 30.2 | .441 | .355 | .900  | 2.5 | 2.4 | .9  | .1  | 12.6 |
| 2003–2004          | «Індіана Пейсерз»  | 80   | 80   | 28.2 | .438 | .401 | .885  | 2.4 | 3.1 | .8  | .1  | 10.0 |
| 2004–2005          | «Індіана Пейсерз»  | 66   | 66   | 31.9 | .437 | .322 | .933* | 2.4 | 2.2 | .8  | .1  | 14.8 |
| Усього за кар'єру  | Усього за кар'єру  | 1389 | 1304 | 34.3 | .471 | .395 | .888  | 3.0 | 3.0 | 1.1 | .2  | 18.2 |
| В іграх усіх зірок | В іграх усіх зірок | 5    | 1    | 19.2 | .457 | .263 | .750  | 1.0 | 2.0 | 1.0 | .2  | 8.0  |

### Плей-оф
| Сезон             | Команда           | GP  | GS  | MPG  | FG%  | 3P%  | FT%  | RPG | APG | SPG | BPG | PPG  |
| ----------------- | ----------------- | --- | --- | ---- | ---- | ---- | ---- | --- | --- | --- | --- | ---- |
| 1990              | «Індіана Пейсерз» | 3   | 3   | 41.7 | .571 | .429 | .905 | 4.0 | 2.0 | 1.0 | .0  | 20.7 |
| 1991              | «Індіана Пейсерз» | 5   | 5   | 38.6 | .486 | .421 | .865 | 3.2 | 2.8 | 1.6 | .4  | 21.6 |
| 1992              | «Індіана Пейсерз» | 3   | 3   | 43.3 | .581 | .636 | .800 | 2.3 | 4.7 | 1.3 | .0  | 27.0 |
| 1993              | «Індіана Пейсерз» | 4   | 4   | 43.8 | .533 | .526 | .947 | 3.0 | 2.8 | .8  | .0  | 31.5 |
| 1994              | «Індіана Пейсерз» | 16  | 16  | 36.0 | .448 | .422 | .839 | 3.0 | 2.9 | 1.3 | .2  | 23.2 |
| 1995              | «Індіана Пейсерз» | 17  | 17  | 37.7 | .476 | .422 | .860 | 3.6 | 2.1 | .9  | .2  | 25.5 |
| 1996              | «Індіана Пейсерз» | 1   | 1   | 31.0 | .412 | .333 | .867 | 1.0 | 1.0 | 1.0 | .0  | 29.0 |
| 1998              | «Індіана Пейсерз» | 16  | 16  | 39.3 | .426 | .400 | .904 | 1.8 | 2.0 | 1.2 | .2  | 19.9 |
| 1999              | «Індіана Пейсерз» | 13  | 13  | 37.0 | .397 | .333 | .895 | 3.9 | 2.6 | .7  | .2  | 20.2 |
| 2000              | «Індіана Пейсерз» | 22  | 22  | 40.5 | .452 | .395 | .938 | 2.4 | 2.7 | 1.0 | .4  | 24.0 |
| 2001              | «Індіана Пейсерз» | 4   | 4   | 44.3 | .456 | .429 | .933 | 5.0 | 2.5 | .8  | .5  | 31.3 |
| 2002              | «Індіана Пейсерз» | 5   | 5   | 39.6 | .506 | .419 | .875 | 3.2 | 2.8 | 1.6 | .2  | 23.6 |
| 2003              | «Індіана Пейсерз» | 6   | 6   | 29.3 | .283 | .160 | .913 | 2.3 | 2.3 | .2  | .2  | 9.2  |
| 2004              | «Індіана Пейсерз» | 16  | 16  | 28.4 | .402 | .375 | .922 | 2.3 | 2.8 | 1.1 | .2  | 10.1 |
| 2005              | «Індіана Пейсерз» | 13  | 13  | 33.1 | .434 | .318 | .941 | 3.1 | 1.5 | .8  | .1  | 14.8 |
| Усього за кар'єру | Усього за кар'єру | 144 | 144 | 36.9 | .449 | .390 | .893 | 2.9 | 2.5 | 1.0 | .2  | 20.6 |